# JR四国情報システム
JR四国情報システム株式会社（ジェイアールしこくじょうほうシステム）は、香川県高松市に本社を置くシステムインテグレーター（ユーザー系）である。略称はJRSIS。

## 概要
本社を香川県高松市浜ノ町8番24号 高松JR第2ビルにおき、JR四国の完全子会社でグループ各社のシステム開発、保守、運用などを行っている。
バーチャルモール「夢四国」の運営に携わっている。また、親会社のJR四国のウェブサイトは同社が提供している。

## 沿革
- 2004年 - 4月 設立。
- 2016年 - JR四国グループ外からのシステム開発を受注開始
- 2024年 - 株式会社ジェイアール四国コミュニケーションウェアと吸収合併し、JR四国ソリューション株式会社に社名変更

## 関連会社
- ジェイアール四国コミュニケーションウェア